# Solvia
Solvia es una empresa española dedicada a la actividad inmobiliaria.

## Orígenes
La historia de Solvia comenzó en 2008, de la mano del Banco Sabadell, en un "marco" caracterizado por la influencia de la actividad inmobiliaria en los mercados financieros.

## Hitos
Desde sus orígenes, Solvia ha desarrollado herramientas para fomentar la cercanía con el cliente, especialmente en el plano digital. En este sentido, en 2009 estrenó una web de referencia para su actividad comercial.
En 2012 Solvia creció con la integración de parte del balance inmobiliario proveniente de  CAM, la ex caja de ahorros alicantina. Precisamente en 2014 trasladó su sede a la ciudad de Alicante.
En 2018 se anunció el acuerdo de venta del 80 por ciento de Solvia Servicios Inmobiliarios a Lindorff, del grupo Intrum.
En 2019 la empresa promotora Solvia Desarrollos Inmobiliarios abrió un proceso de venta de desarrollos inmobiliarios.
En 2022, Intrum adquirió el 20% restante de Solvia, convirtiéndose así en dueña del 100% de la compañía.

## Premios
Solvia ha sido galardonada con el "Premio a la Eficacia en la Comunicación Comercial".